# Tropheus duboisi
Tropheus duboisi är en fiskart som beskrevs av Marlier, 1959. Tropheus duboisi ingår i släktet Tropheus och familjen Cichlidae. IUCN kategoriserar arten globalt som sårbar. Inga underarter finns listade i Catalogue of Life.